# Maître de l'Observance

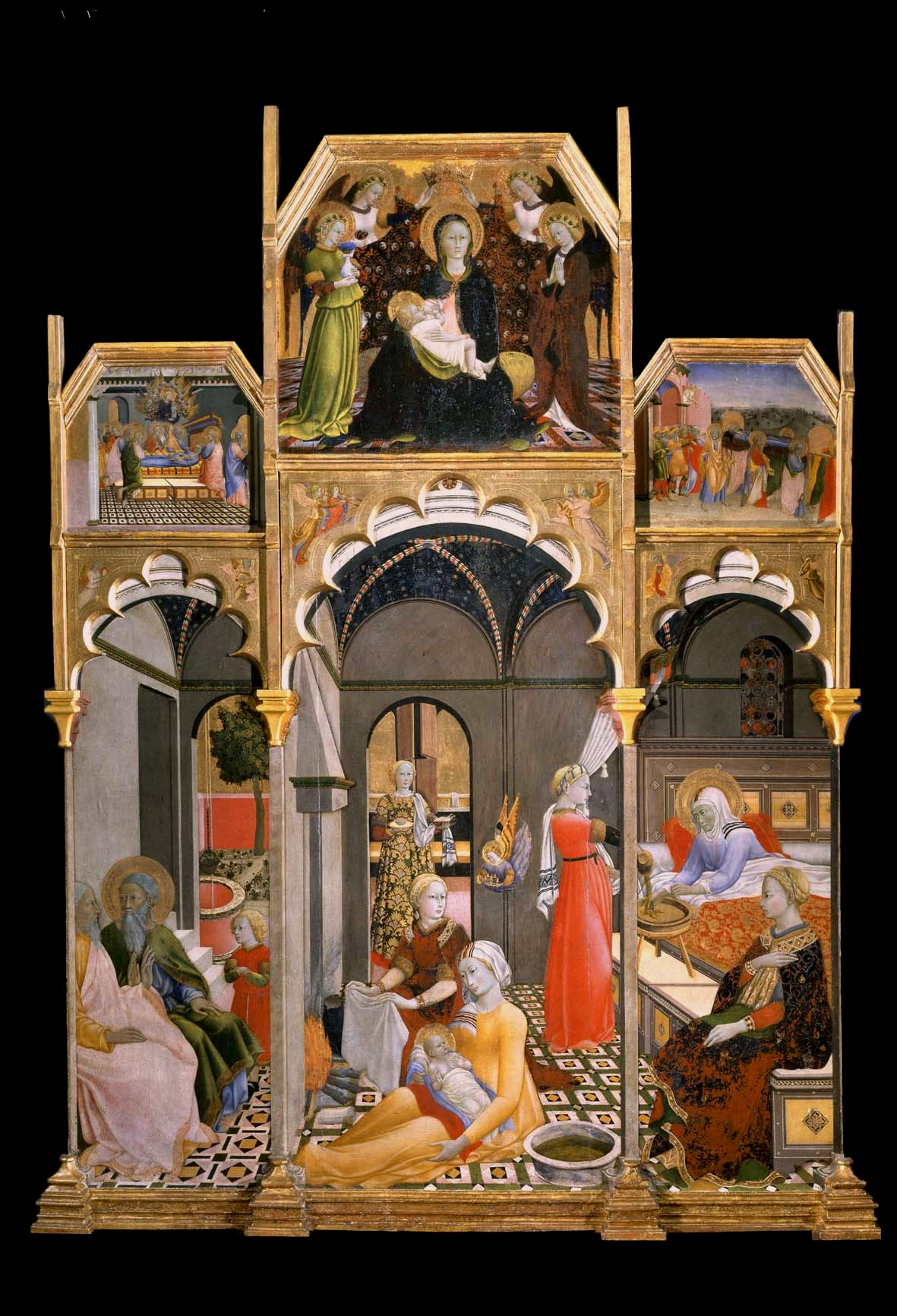
Triptyque de la Nativité de Marie (1430-1433), musée d'art sacré, Asciano

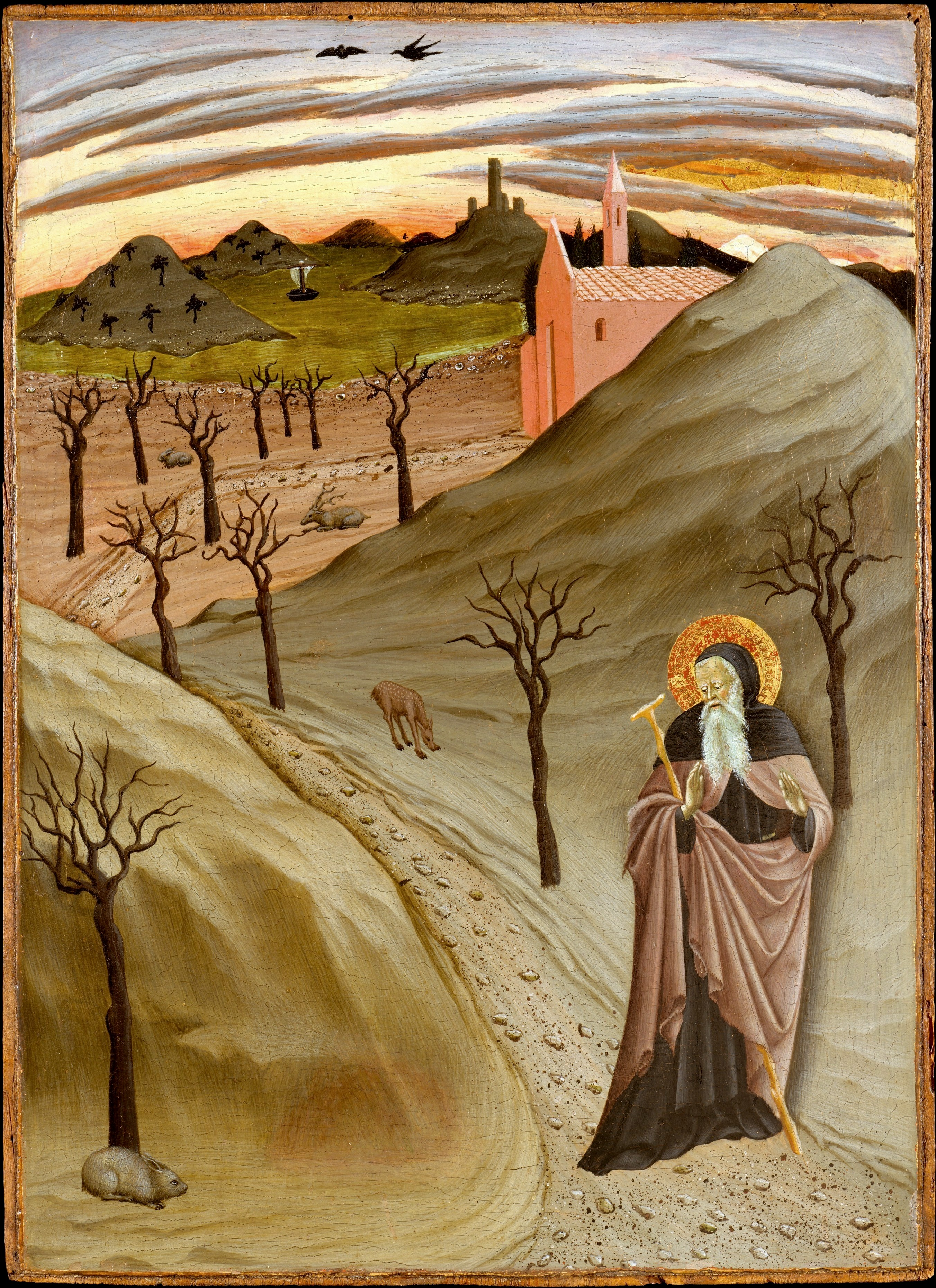
Saint Antoine abbé tenté par un tas d'or (1435), Metropolitan Museum of Art

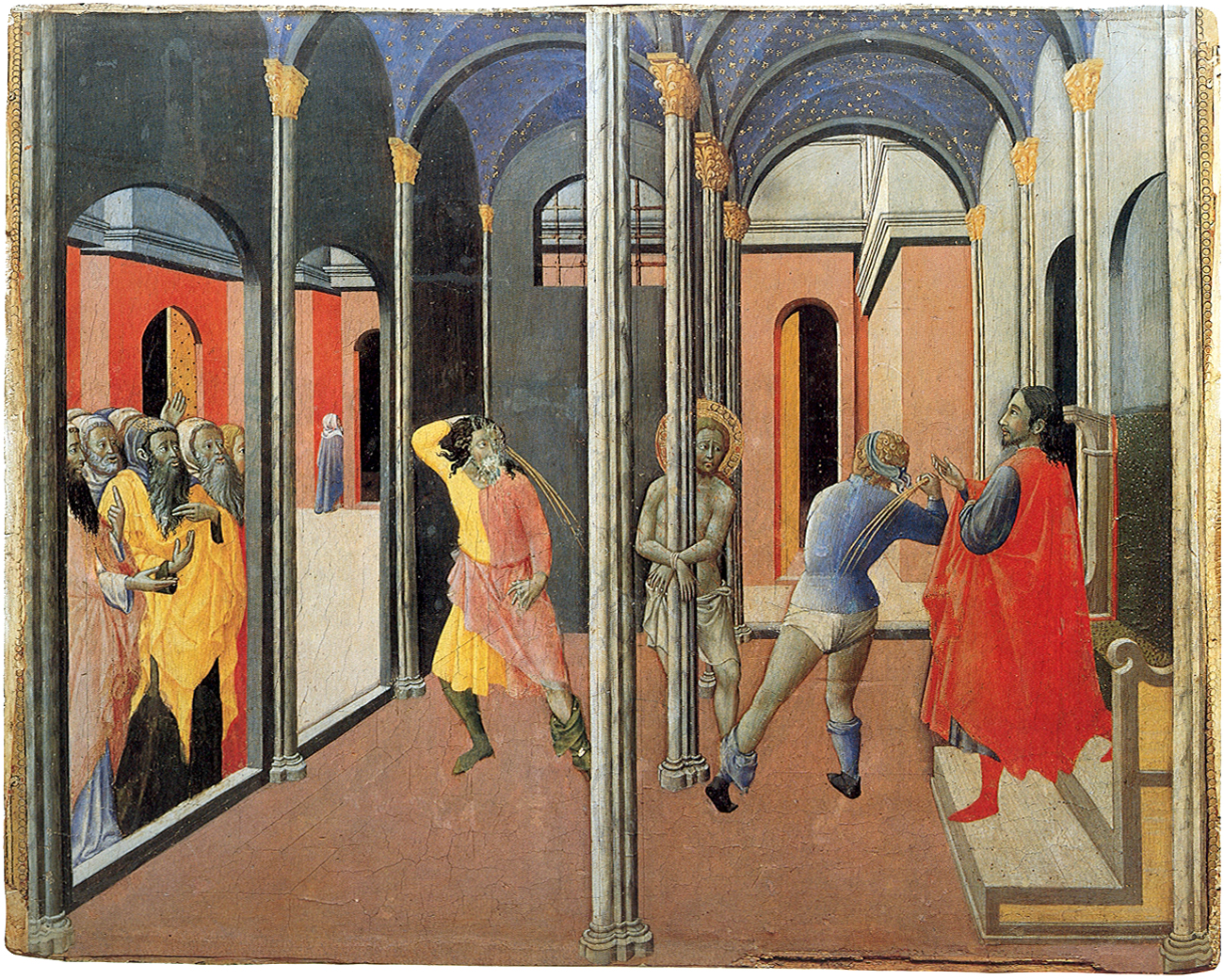
Flagellation du Christ, musées du Vatican

Le Maître de l'Observance (Maestro dell'Osservanza) (première moitié du Quattrocento, le XVe siècle italien) est un peintre et un enlumineur italien, un maître anonyme italien de style byzantin de l'école siennoise.
Il est maintenant établi que le Maître de l'Observance est le jeune Sano di Pietro, producteur d'œuvres de meilleure qualité avant la phase mûre, plus faible et répétitive.

## Biographie
Maestro dell’Osservanza est le nom choisi par Alberto Graziani (1916-1943) un élève de Roberto Longhi pour définir l'artiste « très noble, d’une culture identique à celle de Sassetta mais plus ouvertement archaïque. » L'expert italien, historien de l'art Roberto Longhi, a reconnu que deux triptyques anciennement attribués à Giovanni di Stefano (Sassetta), étaient l'œuvre d'un autre peintre siennois  d'un style gothique très tardif  déjà détaché du Moyen Âge.
Longhi s'est basé sur ce triptyque pour tenter de reconstruire le catalogue du peintre, qui pourrait être également le jeune Sano di Pietro, élève de et fortement influencé par Sassetta. La Vierge et l'Enfant avec saint Jérôme et saint Ambroise (basilique de l'Observance de Sienne) et la Naissance de la Vierge (Museo d'Arte Sacra, Asciano, aujourd'hui attribuée à Sano di Pietro) sont de style similaire aux travaux de Sasseta, mais ont une expression narrative qui est caractéristique de la fin de la peinture gothique, correspondant à la stylistique byzantine (fonds dorés, peinture sur bois, ambiance lumineuse  venant des saints...).
Longhi a observé qu'un autre groupe de peintures semblait être de la même main, il s'agit notamment : 
- La prédelle du retable de l'Osservanza, Pinacoteca Nazionale, Sienne,
- Une prédelle de saint Barthélemy, Pinacoteca Nazionale, Sienne,
- Scènes de la Passion, musées du Vatican, Philadelphia Museum of Art, et Fogg Art Museum,
- Scènes de la Vie de saint Antoine abbé[3], panneaux à la National Gallery of Art, à Washington, au Metropolitan Museum of Art et au musée de Wiesbaden, en Allemagne.

« Le Maestro dell’Osservanza enrichit la tradition gothique siennoise de notes naturelles minutieuse et vivaces scandées dans une atmosphère dorée » (Encyclopedie dell’Arte Garzanti).

## Œuvres
- Saint Antoine abbé, musée du Louvre[4].
- Le Rêve de saint Joseph, 1450, tempera et or sur panneau, 16,3 x 12,7 cm, musée du Louvre[5]
- Lamento della Vergine sul Cristo deposto, il donatore Peter Volckammer, San Sinibaldo, collections  de la Monte dei Paschi di Siena
- Madone et les saints Amboise et Jérôme (1436), basilique de l'Observance, Sienne.
- Triptyque de la Nativité de Marie (1430-1433), musée d'art sacré, Asciano, avec la partie de la prédelle représentant Le Christ au tombeau, actuellement conservé au musée des beaux-arts de Dijon[6]
- Pietà Serristori, collection Chigi-Saracini, Sienne.
- Scènes de la Passion du Christ, musées du Vatican, Rome.
- Le Rédempteur[7], v. 1450, bois, 74 × 61 cm, Fondation Cini, Venise
- Saint Antoine abbé tenté par un tas d'or, Metropolitan Museum of Art, New York.
- Saint Antoine abbé distribuant sa richesse aux pauvres, National Gallery of Art, Washington.
- Saint Antoine abbé cherchant saint Paul ermite, National Gallery of Art, Washington.
- Saint Antoine à la messe, dédiant sa vie à Dieu, Staatliche Museen, Berlin.
- Le Baptême de saint Augustin, J. Paul Getty Museum, Los Angeles.
- Christ portant la croix, Philadelphia Museum of Art.
- Résurrection (env. 1445), Detroit Institute of Arts.
- La Descente dans les Limbes (env. 1445), Fogg Art Museum, Cambridge, Massachusetts.
- Tableau au Museo Diocesano, Pienza
- Crucifixion avec la Vierge et saint Jean Baptiste, retable, musée des beaux-arts, Boston
- Adoration des bergers  avec saint Jean Baptiste et saint Bartolomeo, musée d'art d'El Paso
- Flagellation, (1441) tempera et or sur bois, 45 × 30 cm, collection privée[8].

### Enluminures
- Illustrations enluminées des saints de la lettre « E » dans un antiphonaire (env. 1430–1340), collection Robert Lehman